# Platypittamys brachyodon
Il platipittamio (Platypittamys brachyodon) è un roditore estinto, appartenente agli octodontoidi. Visse nell'Oligocene superiore (circa 28 - 24 milioni di anni fa) e i suoi resti fossili sono stati ritrovati in Sudamerica.

## Descrizione
Questo animale doveva essere di piccole dimensioni, e non doveva superare i 30 centimetri di lunghezza (coda compresa). L'aspetto doveva essere abbastanza simile a quello dell'attuale degu (Octodon degus). Era caratterizzato da premolari e molari a corona bassa (brachiodonti, come indica anche l'epiteto specifico). I molari inferiori erano dotati di una seconda sinclinale poco profonda e si consumavano velocemente a causa dell'usura. I premolari erano più semplici di quelli dei porcospini americani come l'ursone (Erethizon dorsatum). Il massetere non penetrava nel canale suborbitale.
Le mani e i piedi erano pentadattili, e le ossa delle zampe indicano che questo animale era un roditore terricolo piuttosto veloce. La coda era molto lunga e piuttosto sottile.

## Classificazione
Platypittamys brachyodon venne descritto per la prima volta nel 1949 da A. E. Wood, sulla base di resti fossili ben conservati e completi, ritrovati nella zona nota come Crater Lake Beds o Scarritt Pocket, nella provincia di Chubut in Argentina; l'arenaria vulcanoclastica ha permesso una notevole abbondanza di resti fossili di questo roditore, e ha restituito anche i fossili del caratteristico notoungulato Scarrittia. Platypittamys è stato inizialmente avvicinato agli eretizontidi, i porcospini americani; successive analisi hanno indicato che la sottofamiglia a cui apparteneva Platypittamys (Acaremyinae) era in realtà distinta dagli eretizontidi, ed era da classificare come famiglia a sé stante (Acaremyidae), pur nell'ambito del gruppo degli Octodontoidea.